# برگ بو (سرده)
برگ بو (نام علمی: Laurus) نام یک سرده از تیره برگ‌بوئیان است. سرده‌ای از برگ‌بوئیانِ همیشه‌سبز با برگ‌های معطر که از آن به‌عنوان ادویه یا دارو استفاده می‌شود و دارای سه گونه است که اغلب در نواحی مدیترانه‌ای می‌رویند